# Xデー
Xデー（エックスデー）とは、近い将来に重大な出来事が起きると予想される日、または計画実行の日を指す俗称、和製英語である。「X-Day」は英語圏ではこのような意味では使われない。

## 概要
Xデーは、元々は作戦予定日を意味する軍事用語であった。第二次世界大戦における連合国の日本本土侵攻作戦でもあるダウンフォール作戦の一部として、九州侵攻（「オリンピック作戦」）の作戦予定日が「Xデー」と呼ばれていた。似た軍事用語に「D-デイ」があり、連合軍のドイツ占領下進攻作戦でもあるノルマンディー上陸作戦（1944年6月6日）に用いられた。その後、長期化している人質事件の強攻策予定日という意味でも用いられている。
日本においては、いつか必ず起こるが、現時点ではそれがいつかは分からない重大事、特に破滅的な出来事の起きる日を指す言葉として使われ、富士山大噴火や東海地震（東海・東南海・南海地震）の被害が予想される自然大災害の発生日に用いられる。
また実現可能性として「いつか必ず起こる」とは必ずしも言い切れないものの実現可能性がある程度存在して破滅的な出来事の起きる日として、国際的に注目される国が絡む軍事衝突日やクーデター日や財政破綻日にも「Xデー」と用いられることがある。例として核保有国同士による核戦争を含めた全面戦争に発展する第三次世界大戦の開戦日、アメリカ合衆国や日本のような経済大国の財政破綻日などがある。前述の例はまだ到来していないが、少しスケールを小さくした上での破滅的な出来事の事例として、アメリカ合衆国とイラクが政治的に対立していた2003年に軍事的緊張感が高まっていた中、アメリカによるイラク開戦日（実際の開戦日は2003年3月20日）、2001年に大量の債務を抱えて財政破綻が囁かれていたアルゼンチンの財政破綻日（実際の財政破綻日は2001年12月24日）はそれぞれ発生前に「Xデー」と言われていた。

### 民間で主に使われる用法と主な事例
死が近い大人物の忌日、重大事件で嫌疑がかけられている大人物の逮捕日、死刑判決を受けた大人物の死刑執行日、注目される大企業の経営破綻日などにも用いられている。
- 1970年2月19日から2月28日に発生したあさま山荘事件では、人質解放のための「制圧作戦」実行日のことを、当時警備実施及び広報担当の幕僚長で警察庁警備局付兼警務局監察官だった佐々淳行が定例会見などにて「Xデー」と呼称したために、報道関係者や警察関係者の間で使われた。
- 1988年から1989年にかけては、昭和天皇崩御の日（忌日）が「Xデー」と呼ばれ、1988年9月19日に昭和天皇が吐血して倒れてから死の直後まで、政府とマスコミが主導して自粛ムードが起こった（実際の忌日は1989年1月7日）。またこの頃、崩御に合わせてクーデターが起きるというデマも流れていた[3]。
- 1995年3月20日の地下鉄サリン事件後の強制捜査以降は、一連のオウム真理教事件の首謀者である麻原彰晃の逮捕が「Xデー」と言われた事がある（実際の逮捕日は1995年5月16日）
- 1990年代後半、いわゆるバブル崩壊で金融機関の経営破綻が相次いだ。特に1997年の山一證券の経営破綻が「Xデー」と言われた事がある（1997年11月24日に自主廃業を発表）。
- 2006年12月26日にイラク元大統領のサッダーム・フセインの死刑判決が確定した後、30日以内の死刑執行が規定されていたことから、死刑執行日が「Xデー」と言われた事がある（実際の死刑執行日は2006年12月30日）。
- 2009年に大量の負債を抱え、経営破綻が囁かれていたアメリカ自動車メーカーのゼネラルモーターズの経営破綻日を「Xデー」と言ったことがある（実際の経営破綻日は2009年6月1日）。
- 2018年1月にオウム真理教事件の最後の刑事裁判である高橋克也の刑が確定したことを受けて、一連のオウム真理教事件の首謀者である麻原彰晃の死刑執行の日が「Xデー」と言われた事がある（実際の死刑執行日は2018年7月6日）。

これ以外にも、内閣総理大臣が行うことができる衆議院解散や内閣総辞職など国政に関する内容、噂が先行している新製品の発表日、注目される著名人夫婦の離婚日、スポーツチームの優勝決定日など、様々な意味で用いられている。